# Театральний сквер (Маріуполь)
Театральний сквер (називався раніше Олександрівською площею, пізніше —Центральним сквером) — сквер у місті Маріуполі, східніше Донецького академічного обласного українського драматичного театру, з усіх боків оточений проїзною частиною проспекту Миру.
На територію скверу розташовані фонтан, дитячий майданчик; наявні декілька видів акацій і кленів, в'язи, кримські сосни, блакитні ялини, ялівець козацький, спірея, вічнозелений самшит, колюча гледичія, берези, липи, дуби, бузок і шовковиця та багато інших рослин.

## Історія

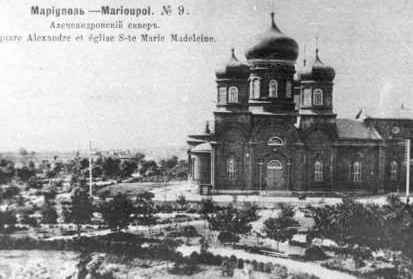
Марії-Магдалинівська церква

Територія сучасного скверу була залишена спеціально незабудованою ще з часів заснування міста. Причиною слугувало те, що стара Марії-Магдалинівська церква була в кепському стані і дуже малою, тому існувала необхідність для виділення місця для будівництва нової. У 1862 році тут була закладена велика трьохпрестольна церква Святої Марії Магдалини, Святого Іоанна Хрестителя і Покрова Пресвятої Богородиці. Церква добудована і освячена лише 1897 року. Побудований храм можна було побачити далеко з моря і служив він своєрідним маяком для рибалок і моряків; підірваний радянською владою в середині 1930-х років.
У 1897 році міська дума Маріуполя прийняла постанову про обов'язкове озеленення вулиць і площ міста. Тоді ж на території майбутнього скверу з'явились перші саджанці акації, грабу, ясену і бузку. Більшість із них не дожили до наших часів, проте, на думку О. А. Шакули, могутній в'яз в південній частині скверу належить до першої посадки.
На початку 20 століття в центрі скверу був облаштований фонтан, що являв собою чашу із скульптурною групою з двох хлопчиків, які прикривали трубу, з якої вверх підносився струмінь води. Під чашею були розміщені бронзові фігури чотирьох жінок, що уособлювали пори року. Бронзові фігури і сама чаша зникли на другий день після окупації міста фашистами 9 жовтня 1941 року.

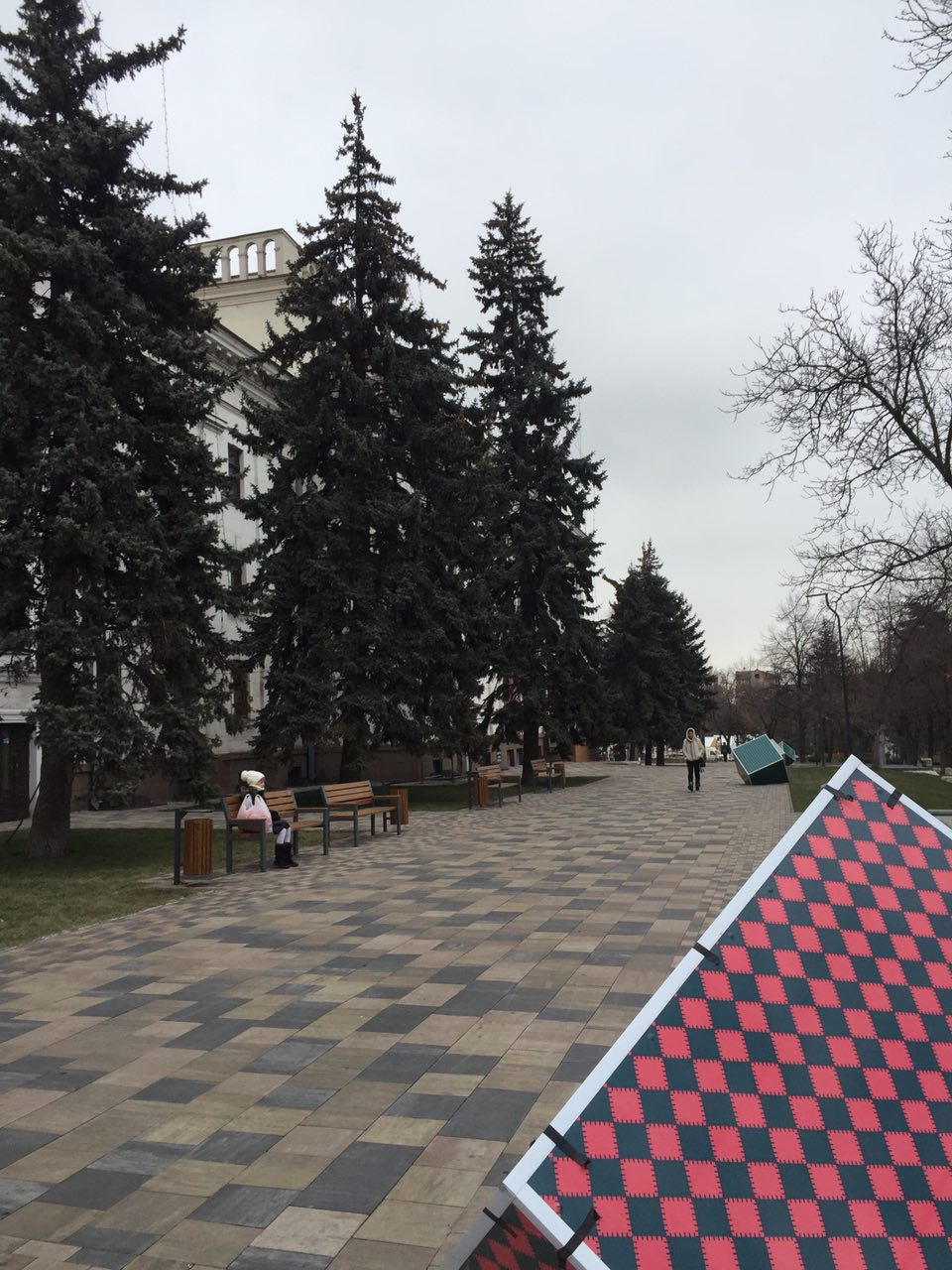
Алея поруч з театром

У сквері над братською могилою покладений пам'ятник бійцям за радянську владу, що загинули в 1920-му році в боях з білогвардійцями. З цієї могили сквер почав поступово перетворюватись на кладовище. Німці, щойно захопивши Маріуполь, у сквері з почестями поховали червоноармійця, який загинув в бою при захисті міста, демонструючи тим повагу до героїзму ворога. Пізніше окупанти почали тут ховати своїх солдатів і офіцерів, які померли від ран і хвороб у госпіталях, які були розташовані в маріупольських лікарнях і школах. Через короткий час у північній частині скверу утворилося ціле кладовище зі стрункими рядами чавунних хрестів. Після відвоювання міста у вересні 1943 року хрести були відправлені на переплавлення, а могили зрівняли із землею.
Наприкінці вересня того ж року в сквері знову відбулися похорони. Цього разу ховали Героя Радянського Союзу Володимира Григоровича Семенишина, який загинув у бою 29 вересня. У березні 1944 року його прах був перенесений у Міськсад, де знайшов свій вічний покій поруч із Героєм Радянського Союзу М. Ю. Лавицьким.
Після закінчення війни на залишках фундаменту Марії-Магдалинівської церкви був побудований круглий павільйон, який об'єднував кілька торговельних ларків. Тут продавалися цигарки, тістечка, морозиво, газована вода, пиво тощо.

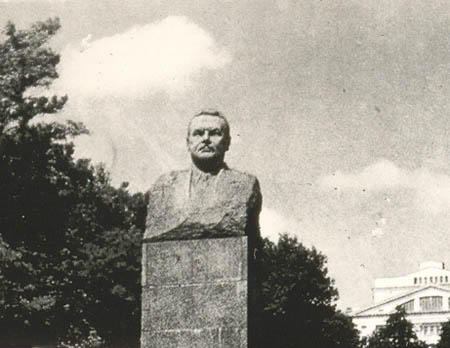
погруддя Жданова

У 1948 році біля східного входу до скверу була встановлена бетонна фігура Андрія Жданова з піднятою рукою. Із часом монумент почав руйнуватися і в 1960-х роках його місце зайняло гранітне погруддя Жданова, демонтоване у 1989 році під тиском громадськості міста.
Майже одночасно з появою пам'ятника Жданову вхід у сквер із протилежного боку був прикрашений аркою, фото якої було розтиражоване на поштових листівках.
На початку 1950-х років частину скверу за аркою обнесли дощатим парканом; знесли круглий павільйон, і почали рити великий котлован для будівлі театру. До весни 1960 року театр був зведений, останнім штрихом було руйнування арки. Восени того ж року стіни театру були облицьовані білим кримським пісковиком, а 2 листопада відбулося його відкриття.

## 2000-і

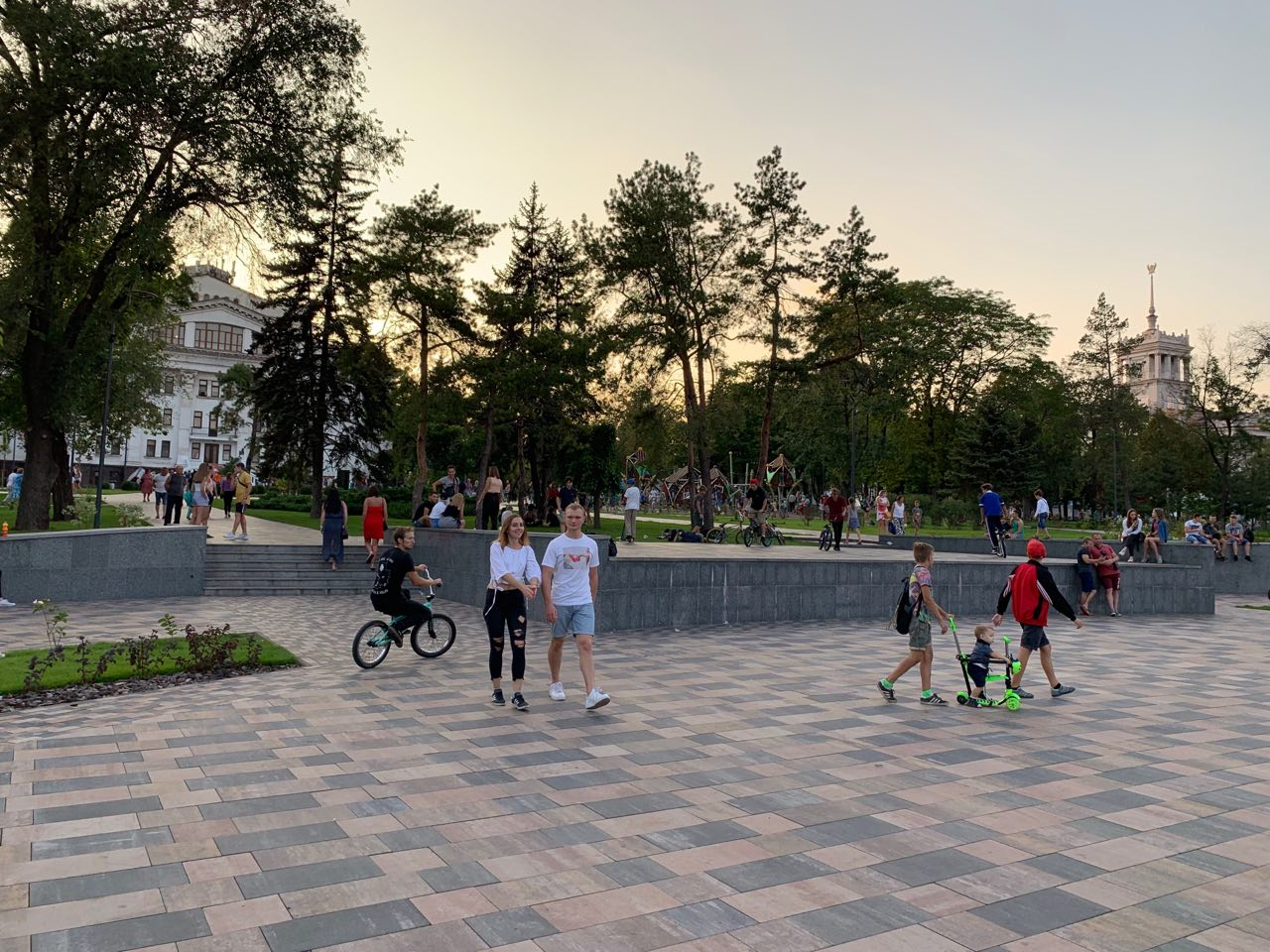
Сквер у 2019 році

За ініціативою міського голови Юрія Хотлубея і за допомогою ММК імені Ілліча сквер отримав новий вигляд. Пішохідні доріжки і ділянки, не зайняті рослинністю, прикрасили візерунковим покриттям, у центрі скверу встановили фонтан, струмені якого у вечірній час підсвітлюються, змінючими свій колір, ліхтарями.
У сквері розташований меморіал жертвам голодомору та політичних репресій, біля якого щорічно грецька громада міста проводить мітинг-реквієм по загиблим співвітчизникам, жертвам політичних репресій 1937—1938 років.
29 травня 2010 року на території скверу представниками дипломатичних місій 18-ти країн членів Євросоюзу в рамках святкування Дня Європи був закладений Європейський куточок, про що свідчить пам'ятний камінь.
У 2018 була проведена повна капітальна реконструкція.